# Jonathan Chapman (Basketballspieler)
Jonathan Chapman ist ein ehemaliger US-amerikanischer Basketballtrainer und -spieler.

## Leben
Chapman spielte von 1969 bis 1972 in seinem Heimatland Basketball an der University of California, Los Angeles (UCLA) unter Trainer John Wooden. In insgesamt 66 Einsätzen kam der 1,96 Meter große Flügelspieler auf einen Punkteschnitt von 1,3 pro Begegnung. 1970, 1971 und 1972 gewann er mit der Hochschulmannschaft den Meistertitel in der NCAA, kam in den drei Endspielen aber nur im Jahr 1970 zum Einsatz, als er zwei Minuten auf dem Feld stand.
Anschließend spielte er beim deutschen Bundesligisten ADB Koblenz und war in der Saison 1973/74 mit 299 erzielten Punkten zweitbester Korbschütze der Bundesliga-Südstaffel. Ab 1975 spielte er beim Post SV Bayreuth in Deutschland, mit dem er 1976 in die Basketball-Bundesliga aufstieg. In der Bundesliga-Saison 1976/77 hatte Chapman, der neben seiner Basketballtätigkeit beim Post SV in einem Bayreuther Warenhaus als Verkäufer für Sportartikel arbeitete, als Zweiter der Korbjägerliste großen Anteil am Bayreuther Klassenerhalt. In der Saison 1978/79 war er mit Bayreuth an einem Spiel gegen den Lokalrivalen Bamberg beteiligt, das in die Geschichtsbücher einging: Im Aufeinandertreffen der beiden Mannschaften ging es um Klassenerhalt und Abstieg in der Bundesliga. Bayreuth gewann durch einen Korb in letzter Sekunde und blieb in der Bundesliga, während Bamberg abstieg. Chapman blieb bis 1980 als Spieler in Bayreuth.
Zu Beginn der Saison 1981/82 trat Chapman in Bayreuth das Traineramt an, sein Assistent wurde Karl-Heinz Graf. Nach verpatztem Saisonauftakt mit drei Niederlagen in Folge fing sich die von Chapman betreute Mannschaft und bezwang unter anderem den deutschen Meister Saturn Köln. Als mit Richard Harnett Bayreuths Amerikaner verletzt ausfiel, wirkte Chapman als Spielertrainer auch wieder auf dem Feld mit. Nach mehreren Niederlagen in Folge sowie dem Ausscheiden im DBB-Pokal gegen den damaligen Zweitligisten Bamberg, kam es zwischen Chapman und dem Verein im Januar 1982 zur Trennung. Er wurde von Leopold Dejworek abgelöst, der die Mannschaft fortan als Spielertrainer leitete.
Nach seiner Rückkehr in die Vereinigten Staaten wurde Chapman in Kalifornien beruflich als Lehrer tätig. Bis 2012 war er zudem jahrelang Trainer der Basketballmannschaft an der Culver City High School.